# Martha Rumbauer
Martha Rumbauer, verheiratete Martha von Siegroth (* 22. Oktober 1862 in Medewitz (Wiesenburg/Mark); † 10. März 1943 in Berlin) war eine deutsche Schriftstellerin und Übersetzerin.

## Leben und Wirken
Rumbauer war die Tochter eines Lehrers. 1864 kam sie zusammen mit ihrer Familie nach Berlin, wo sie auch ihre Schulzeit verbrachte. Gefördert durch ihren Vater begann sie schon früh mit ersten literarischen Versuchen und konnte um 1880 in den Feuilletons verschiedener, meist Berliner Zeitungen, wie Deutsches Montagsblatt oder Illustrierte Frauen-Zeitung erfolgreich debütieren. Verleger wie Franz von Lipperheide und Kolleginnen wie Johanna Lankau unterstützten sie dabei.
Ab 1882 unternahm sie eine ausgedehnte Studienreise nach und durch Italien. Sie besuchte u. a. Venedig, Florenz, Rom und Neapel und berichtete aus diesen Städten in den Feuilletons mehrerer deutscher Zeitungen. 1883 kehrte sie nach Berlin zurück und reiste im darauffolgenden Jahr in die USA. Im Frühjahr 1885 kehrte sie wieder nach Berlin zurück und ließ sich dort als freie Schriftstellerin nieder.
1889/90 arbeitete Rumbauer in der Redaktion des Berliner Salons und 1896 nochmals für einige Monate beim Adels- und Salonblatt.
Am 3. April 1911 heiratete sie in Berlin Franz von Siegroth (* 27. März 1838 Breslau, + 23. März 1918 Berlin) einen Militärschriftsteller und ehemaligen Offizier.
Einige ihrer Werke publizierte sie unter ihrem angeheirateten Namen, andere aber weiterhin unter ihrem Mädchennamen.

## Werke (Auswahl)
als Autorin
- Von den Ufern des Ganges. Lustspiel in einem Aufzug. Berlin 1881.
- Unter dem Nordlicht. Norwegische Erzählung. 1890.
- Römische Mosaik. Italienische Novelletten und Atelier-Geheimnisse. 1890.
- A. Schwartz (1837–1904). Ein Gedenkblatt. In: Börsenblatt für den deutschen Buchhandel. Bd. 71 (1904), ISSN 1611-4280, S. 5891–5893.

als Übersetzerin
- Gino Bertolini: Balkan-Bilder. 1909.
- Antonio Cecchi: Reisen durch die südlichen Grenzländer Abessiniens von Zeila bis Kaffa. Fünf Jahre in Ostafrika. Brockhaus, Leipzig 1888.
- Carlo Gardini: In der Sternenbanner-Republik. 1900.
- Emilio Salgari: Der schwarze Korsar. 1929.